# Julius Schäffer
Julius Schäffer (3 de junio de 1882 – 21 de octubre de 1944) fue un micólogo alemán. Realizó contribuciones en los estudios sobre el orden Agaricales (champiñones), especialmente del género Russula, del que escribió una monografía en 1933.
Fue profesor de química, biología y matemáticas. Como representante de la Nueva Educación, viajaba mucho con sus estudiantes, volviéndose impopular entre sus colegas conservadores. Después de su cátedra, Schäffer se dedicó a la micología, la escritura y la pintura, ayudado por su esposa. Gracias a su pasión, mantuvo correspondencia con otros micólogos como Hans Haas, Adalbert Ricken y Albert Pilát. Schäffer trabajó principalmente en la clasificación de los basidiomycetes, en particular russules y agáricos.
Cuando el nazismo llegó al poder, Schäffer se negó a enseñar teorías raciales. En 1939, se retiró por motivos de salud y se mudó con su esposa a Dießen am Ammersee, donde la pareja compró una casa. Allí, se dedica por completo a la micología, especialmente a la corteza, por lo que se cartea con Meinhard Michael Moser. Enseñaba micología de setas en la Escuela Weilheim en Oberbayern.
Más tarde, revisó el género en la serie Die Pilze Mitteleuropas (1926–1967); donde sus notas se publicaron en 1952, póstumamente por su esposa Liesel, con la ayuda de otros micólogos. El trabajo fue considerado el "tratamiento autorizado del grupo para Europa Central". Una de las especies de Russula que fue descrito por primera vez en esta publicación fue R. laeta.
Schäffer desarrolló un test químico para ayudar en la  identificación de especies de Agaricus. Una reacción positiva de la prueba de Schaeffer, que utiliza la reacción de la anilina y el ácido nítrico en la superficie de la seta, se indica con un color naranja a rojo; y, es característico de las especies en la sección Flavescentes. Los compuestos responsables de la reacción fueron nombrados schaefferal A y B en honor a Schäffer.
Durante una excursión con los alumnos, Julius Schäffer y su esposa encontraron en el otoño de 1944 grandes cantidades de Paxillus involutus, setas todavía apreciadas en ese momento, desconociéndose que consumidas en gran cantidad o frecuentemente son venenosas. Por la tarde, presentaba síntomas de intoxicación. Schäffer es el único micólogo de los tiempos modernos que se sepa que murió al consumir setas venenosas. Aproximadamente una hora después de que él y su esposa ingirieran una comida preparada con las setas recogidas, Schäffer desarrolló vómitos, diarrea y fiebre. Su estado empeoró y, debido a la guerra, el médico local no tenía equipo para lavado gástrico; mientras, el hospital en Weilheim estaba inaccesible debido a que se destruyeron las líneas telefónicas y Schäffer solo pudo ser trasladado dos días después a Weilheim, debido a la falta de gasolina. En el hospital, desarrolló un fallo renal, sucumbiendo después de 17 días de sufrimiento.

## Honores

### Eponimia
Varias especies se nombraron en honor de Schaeffer:
- Agaricus schaefferianus Hlavácek 1987

- now Agaricus urinascens (Jul.Schäff. & F.H.Møller) Singer 1951)

- Cortinarius schaefferanus (M.M.Moser) M.M.Moser 1967
- Cortinarius schaefferi Bres. 1930
- Dermocybe schaefferi (Bres.) M.M.Moser 1986
- Lentinus schaefferi (Weinm.) Rauschert 1988

- now Neolentinus schaefferi (Weinm.) Redhead & Ginns 1985

- Phyllosticta schaefferiae Gonz. Frag. & Cif. 1926
- Russula nauseosa var. schaefferi Kill. 1939
- Russula schaefferi Kärcher 1996
- Russula schaefferiana Niolle 1943
- Russula schaefferina Rawla & Sarwal 1983

## Obra

### Algunas publicaciones
- Schäffer, J. (1947). "Beobachtungen an Oberbayerischen Blätterpilzen". Berichte der bayerischen botanischen Gesellschaft 27: 201–225.

- La abreviatura «Jul.Schäff.» se emplea para indicar a Julius Schäffer como autoridad en la descripción y clasificación científica de los vegetales.[7]}}